# Tomentgaurotes ochropus
Tomentgaurotes ochropus là một loài bọ cánh cứng trong họ Cerambycidae.